# Consonne fricative labio-dentale sourde
La consonne fricative labio-dentale sourde est un son consonantique très fréquent dans de nombreuses langues. Le symbole dans l’alphabet phonétique international est [f]. Ce symbole représente la lettre latine F minuscule.
Dans certaines langues, comme les langues slaves, il peut être palatalisé [fʲ], on parle alors de consonne mouillée.

## Caractéristiques
Voici les caractéristiques de la consonne fricative labio-dentale sourde :
- Son mode d'articulation est fricatif, ce qui signifie qu’elle est produite en contractant l'air à travers une voie étroite au point d’articulation, causant de la turbulence.
- Son point d’articulation est labio-dentale, ce qui signifie qu'elle est articulée avec la lèvre inférieure et les dents de la mâchoire supérieure.
- Sa phonation est sourde, ce qui signifie qu'elle est produite sans la vibration des cordes vocales.
- C'est une consonne orale, ce qui signifie que l'air ne s’échappe que par la bouche.
- C'est une consonne centrale, ce qui signifie qu’elle est produite en laissant l'air passer au-dessus du milieu de la langue, plutôt que par les côtés.
- Son mécanisme de courant d'air est égressif pulmonaire, ce qui signifie qu'elle est articulée en poussant l'air par les poumons et à travers le chenal vocatoire, plutôt que par la glotte ou la bouche.

## En français
Le français possède le [f], comme dans le mot feu. Il peut être soit écrit f ou bien ph dans les mots à racine grecque.

## Autres langues
L'italien possède le [f], par exemple dans les mots fatto, Africa et  fosforo.
Le grec ancien ne prononçait pas la lettre φ comme une consonne fricative labio-dentale, mais plutôt comme un [p] aspiré ([pʰ]) ou un [ɸ]. En grec moderne, la lettre phi se prononce [f]. En grec moderne, la lettre upsilon placée après alpha et epsilon se prononce ainsi devant κ, π, τ, χ, φ, θ, σ, ξ, ψ.